# Îles Britanniques
Les îles Britanniques (ou la Grande-Bretagne et l’Irlande ou les îles Anglo-Celtes en Irlande où le terme îles Britanniques n’est pas reconnu) forment un archipel de l'océan Atlantique situé au nord-ouest de l’Europe continentale comprenant principalement la Grande-Bretagne et l’Irlande ainsi que de nombreuses îles plus petites situées à proximité telles que l’île de Man, les îles Scilly, les Hébrides, les Shetland et les Orcades, pour un total de plus de 6 000 îles soit une superficie de 315 134 km2.
La plus grande des îles est la Grande-Bretagne, qui à sa pointe sud-est est séparée de l'Europe continentale par le pas de Calais et la Manche. Dans la Manche, l'île de Wight est séparée de la côte sud de la Grande-Bretagne par le Solent. Au-delà de l'extrémité sud-ouest de la Grande-Bretagne, dans la mer Celtique, se trouvent les îles Scilly. La deuxième plus grande île est l'Irlande, séparée de la côte ouest de la Grande-Bretagne par le canal du Nord, la mer d'Irlande et le canal Saint-Georges. Dans la mer d'Irlande entre la Grande-Bretagne et l'Irlande se trouvent l'île de Man et Anglesey, séparé de la Grande-Bretagne par le détroit de Menai. Autour de la côte nord-ouest de la Grande-Bretagne se trouvent les Hébrides intérieures et les Hébrides extérieures. Au-delà de la pointe nord-est de la Grande-Bretagne se trouvent les Orcades. À l'extrémité nord-est du groupe se trouvent les Shetland, à l'extrême nord-ouest de la mer du Nord.
Politiquement, l'archipel est divisé depuis 1922 en deux États souverains, le Royaume-Uni de Grande-Bretagne et d'Irlande du Nord (auquel sont adjointes trois dépendances de la Couronne britannique) ainsi que l'Irlande.

## Terminologie

Terminologie des entités politiques des îles Britanniques : cette terminologie n'est pas reconnue par l'Irlande et géographiquement, les îles Anglo-Normandes font partie du massif Armoricain.

Les îles Britanniques sont, d'un point de vue géographique, constituées de deux îles principales : la Grande-Bretagne et l'Irlande. D'un point de vue politique, deux pays se partagent l'archipel : l'État d'Irlande qui occupe le sud et l'ouest de l'île éponyme, et le Royaume-Uni qui possède la Grande-Bretagne ainsi que le nord-est de l'île d'Irlande connu sous le nom d'Irlande du Nord.
Le Royaume-Uni se compose de quatre nations constitutives : l'Irlande du Nord, l'Angleterre, le pays de Galles et l'Écosse.
Les îles Anglo-Normandes (bailliages de Guernesey et Jersey) et l'île de Man sont des  dépendances de la Couronne , et ne font pas partie du Royaume-Uni.
Enfin, l'îlot de Rockall est sous souveraineté britannique mais est revendiqué par l'Irlande, le Danemark (au nom des îles Féroé) et l'Islande.

## Étymologie
Le nom des îles Britanniques est une traduction des noms classiques de l'archipel en grec ancien et en latin : Βρεταννικαὶ νῆσοι / Bretannikaì nêsoi et Britannicae insulae,. Selon le Dictionary of Greek and Roman Geography de William Smith, ces termes et leurs variantes grecques ont été utilisés par l'auteur du De mundo (en) dans les œuvres d'Aristote, par Polybe, Isidore de Charax, Denys le Périégète, Claude Ptolémée et Marcien d'Héraclée,. Ptolémée, pour distinguer la Grande-Bretagne de l'Irlande, a utilisé les noms : Μεγάλη Βρεττανία / Μegálē Brettanía (« Grande-Bretagne ») et  / Mikrá Brettanía (« Petite-Bretagne »). Des fragments des œuvres perdues de Pythéas indiquent que la terminologie des Îles Britanniques (Βρεττανίδες (νήσοι) / Brettanídes (nḗsoi)) date du IVe siècle av. J.-C.. Après avoir traité des embouchures du Rhin, l'Histoire naturelle de Pline l'Ancien déclare :

« Ex adverso huius situs Britannia insula … Albion ipsi nomen fuit, cum Britanniae vocarentur omnes de quibus mox paulo dicemus (« En face est l'île de Bretagne, … Elle portait le nom d'Albion lorsque celui de Bretagne était donné à toutes les îles dont nous parlerons bientôt ») »

— Pline l'Ancien, Histoire naturelle, IV:30
Le texte procède à l'énumération des îles « Britanniae » : d'abord l'Irlande, puis les Orcades, les Shetland et d'autres dont Anglesey et l'Île de Man. L'information de Pline est mise en parallèle par le texte de Denys le Périégète ; il écrivit que les îles Britanniques se trouvaient en face des embouchures du Rhin et s'appelaient les Bretagnes, :

« ἄλλαι δ’ Ὠκεανοῖο παραὶ βορεώτιδας ἀκτὰς δισσαὶ νῆσοι ἔασι Βρετανίδες, ἀντία Ῥήνου· κεῖθι γὰρ ὑστατίην ἀπερεύγεται εἰς ἅλα δίνην. τάων τοι μέγεθος περιώσιον οὐ κέ τις ἄλλη νήσοις ἐν πάσῃσι Βρετανίσιν ἰσοφαρίζοι. »

— Denys le Périégète, Orbis descriptio

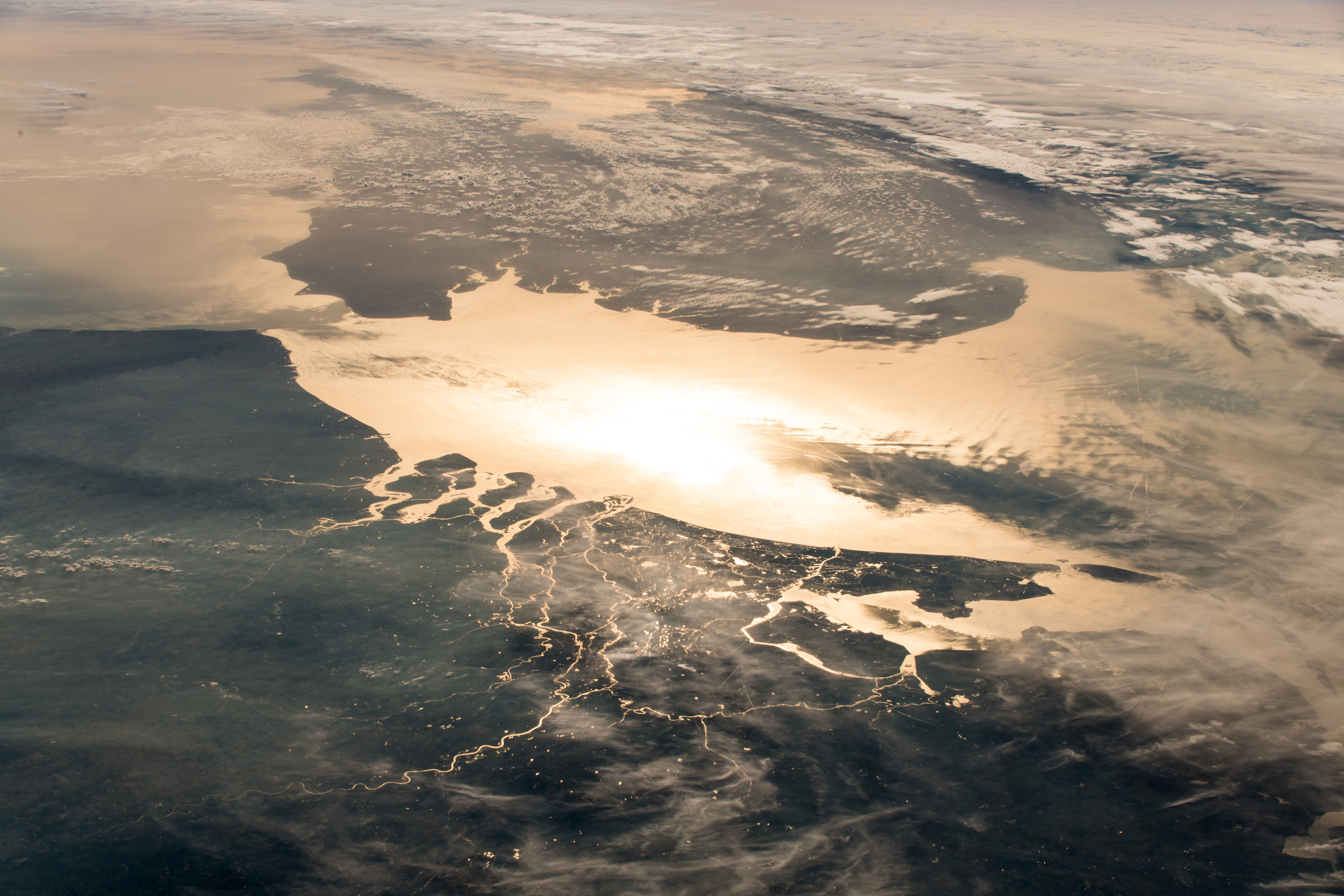
La Grande-Bretagne à travers la Manche face au delta de la Meuse et du Rhin

L'usage courant de l'expression « îles Britanniques » dans les langues européennes n'est pas liée à la conquête de l'Irlande par la dynastie Tudor ou à l'unification monarchique de l'archipel sous la dynastie Stuart à partir de l'Union des Couronnes en 1603. La conception géographique classique des îles britanniques comme comprenant la Grande-Bretagne et l'Irlande et leurs îles périphériques était la norme parmi les géographes du XVIe siècle:16.
Certains nationalistes irlandais exigent que la terminologie ne soit pas utilisée, car depuis 1949 l'État irlandais ne fait plus partie du Commonwealth et n'a plus de chef d'État britannique. Le néologisme alternatif « Archipel Atlantique » (anglais : Atlantic Archipelago) a été proposé. D'autres historiens irlandais n'ont aucun scrupule à l'expression:16. Certains rédacteurs préfèrent la dénomination « Îles Anglo-celtiques » à celle « d’Îles Britanniques », par exemple :

« La part des pays méditerranéens de l’UE 15 (France, Espagne, Italie, Grèce, Portugal) décroîtrait quelque peu, alors que celle des Îles anglo-celtiques (Irlande, Royaume-Uni) se maintient. »

Le terme anglais British Isles est contesté par le gouvernement de l'Irlande, qui considère qu’il implique nécessairement une connotation politique. Pour cette raison, il n’est pas mentionné dans les textes officiels du gouvernement irlandais et en septembre 2005, le ministre des Affaires étrangères, Dermot Ahern, a déclaré :

« Îles Britanniques n'est pas un terme officiellement reconnu dans le contexte juridique ou intergouvernemental. Il ne possède aucun statut officiel. Le gouvernement, y compris le ministère des Affaires étrangères, n'emploie pas ce terme. »

En jèrriais, variante jersiaise du normand, on emploie aussi le vocable Modèle:D'Îles Britanniques.

## Géographie

### Topographie

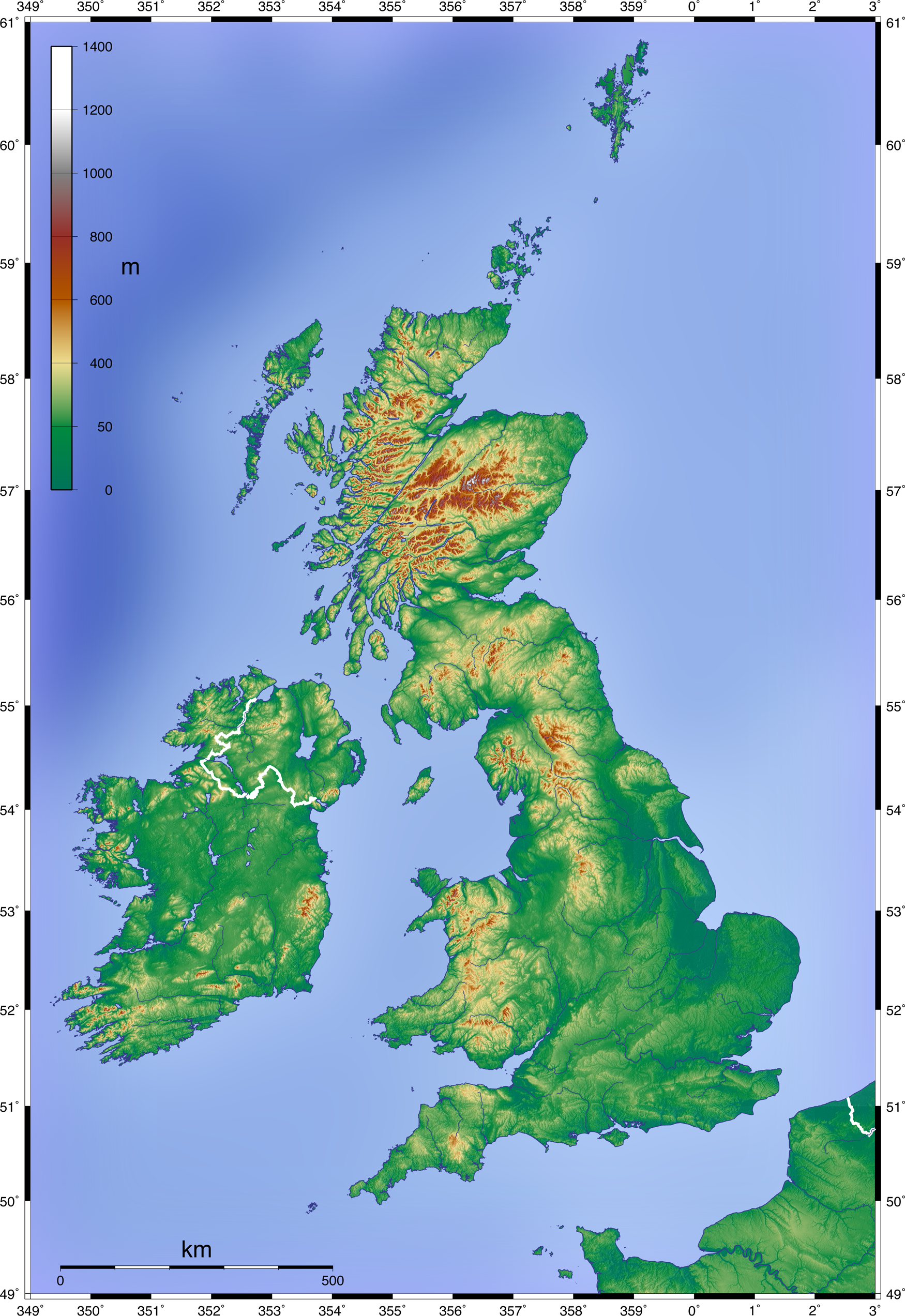
Carte topographique.

La plus grande île de l’archipel est la Grande-Bretagne avec 216 777 km2 (10e au monde et 1re d'Europe par superficie), soit près des trois quarts de la superficie de l'archipel.
La deuxième île de l’archipel est l'Irlande avec 84 406 km2 (21e au monde et 3e d'Europe par superficie) et représente environ un quart de la superficie de l'archipel.
Les autres îles, plus petites, sont :
- En Angleterre :
  - l'archipel des Sorlingues, à l’extrême sud-ouest
  - l'Île de Wight, au sud.
- En Écosse :
  - l'archipel des Hébrides à l’ouest, dont Skye et Lewis et Harris sont les plus grandes îles
  - les îles du Firth of Forth
  - les îles du Firth of Clyde, au sud-ouest, en particulier Arran et Bute
  - l'archipel des Orcades, au nord
  - l'archipel des Shetland, à l’extrême nord.
- Au pays de Galles :
  - l'île d'Anglesey, au nord-ouest.
- En Irlande :
  - les îles d'Aran, à l’ouest (État d'Irlande)
  - l'île Rathlin, au nord (Irlande du Nord).
- l'île de Man, entre la Grande-Bretagne et l’Irlande, dans la mer d'Irlande
- les îles Anglo-Normandes (selon certains classements, elles ne font pas partie de l'archipel britannique, car situées au sud de la Manche, mais constituent plutôt la partie insulaire de la Normandie en Europe continentale)
- l'îlot de Rockall, dans l’océan Atlantique nord, dont la souveraineté britannique est contestée par plusieurs autres pays.

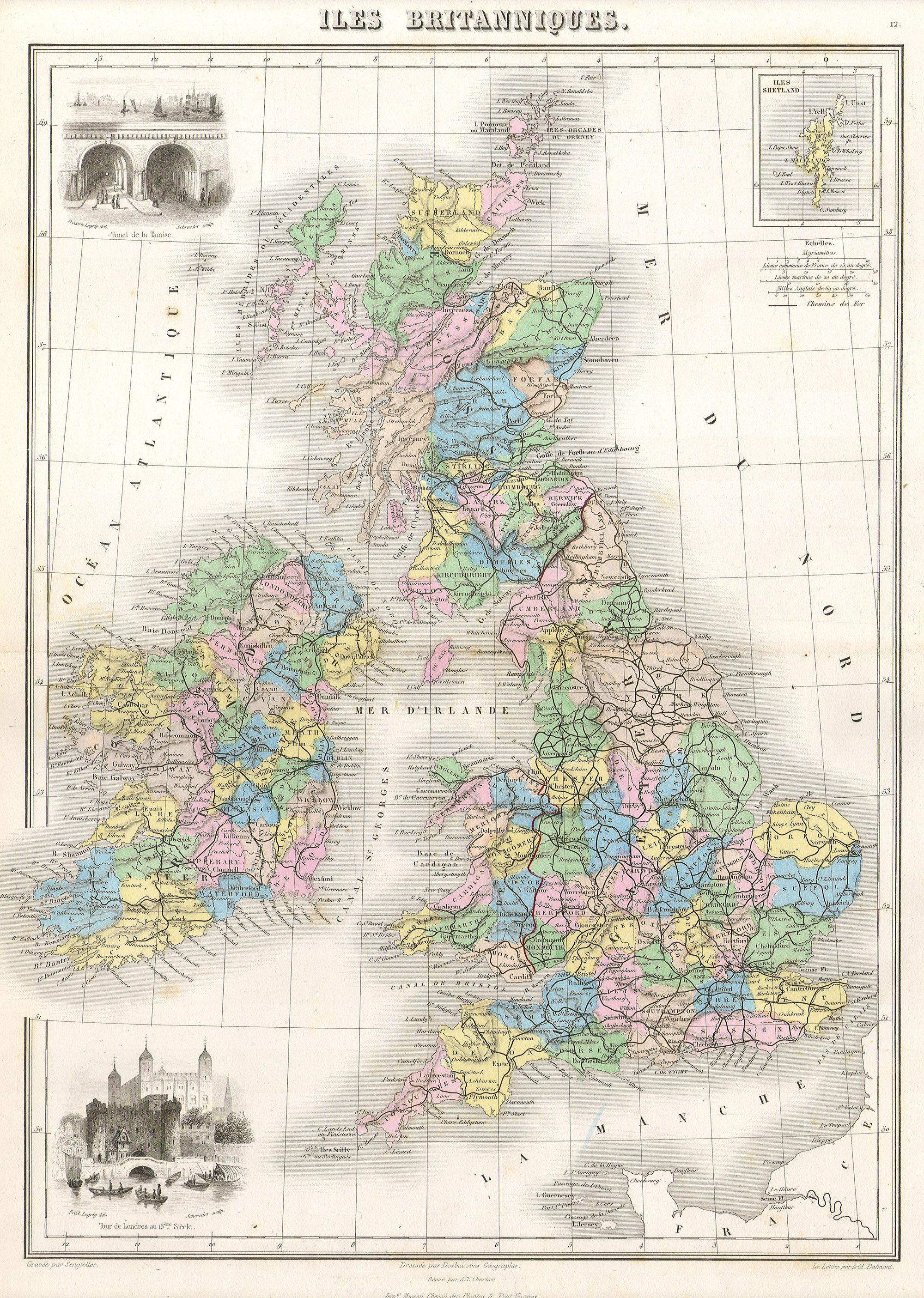
Carte des comtés traditionnels des îles Britanniques, tirée de l'édition de 1878 de la Géographie Universelle de J. Migeon.

Les îles Britanniques sont traditionnellement divisées en 118 comtés : Shetland, les Orcades et Anglesey, avec l'Irlande divisée en 32 comtés et la Grande-Bretagne en 83. L'Angleterre se compose de 39 comtés traditionnels ; L'Écosse se compose de 34 comtés, dont les Shetland et les Orcades ; et le Pays de Galles se compose de treize comtés, dont Anglesey. Parmi les comtés d'Irlande, les six comtés du nord-est constituent l'Irlande du Nord, qui fait partie du Royaume-Uni. Les 28 autres comtés forment la république d'Irlande. De plus, l'île d'Irlande est traditionnellement divisée en quatre provinces : Munster, Connacht, Ulster, et Leinster ; l'Ulster ne doit pas être confondu avec l'Irlande du Nord, qui fait elle-même partie de l'Ulster. La plupart de ces divisions traditionnelles ont été remplacées à des fins administratives.

### Géologie

Structure géologique par Jethro Teall et l'Ordnance Survey (1912, révisé 1924)

Les îles Anglo-Normandes sont géologiquement rattachées au Massif armoricain.
Icart Point à Guernesey a donné son nom au cycle icartien. Plus généralement, tout le bailliage de Guernesey recèle des gneiss qui figurent parmi les plus vieilles roches d'Europe.

## Histoire
Les îles Britanniques sont isolées par la mer depuis environ sept mille ans, depuis la dernière glaciation du Quaternaire. Néanmoins, les îles sont suffisamment proches les unes des autres, et de l'Europe continentale, pour assurer une communication constante à travers l'histoire. Au Kent, l'extrémité sud-est de la Grande-Bretagne est proche du continent européen. Au Mull of Kintyre dans le comté d'Argyll, la côte ouest de la Grande-Bretagne se rapproche du comté d'Antrim en Irlande. L'archipel a donc toujours participé à l'histoire des cultures humaines successives en Europe. Aux confins de l'Europe, ces liens culturels ont été importés par divers peuples du continent, et bien que l'histoire enregistrée de ces peuples en tant qu '«envahisseurs» ou «conquérants» exagère leur nombre, leur influence a été très importante.
Les migrations de la culture campaniforme, des Celtes, des Anglo-Saxons, des Vikings et des Normands ont chacune amplifié le taux d'échange culturel continu entre les côtes insulaires et continentales. La Grande-Bretagne et l'Irlande ont toutes deux absorbé les mêmes influences dans la préhistoire et dans la période protohistorique. Les îles Britanniques étaient un réservoir de culture celtique en Europe occidentale à l'époque romaine. Certaines différences entre la Grande-Bretagne et l'Irlande ont été introduites par l'absence des Romains et des Anglo-Saxons d'Irlande. En Grande-Bretagne, sauf dans l'extrême nord de l'île, les Romains ont entrepris une urbanisation rudimentaire et la construction de réseaux de communication. Tant la Bretagne romaine que l'Angleterre anglo-saxonne maintiennent une forte puissance publique et multiplient les liens avec le continent, favorisés par sa proximité. L'Irlande et les autres « pays celtiques » des extrémités nord et ouest de la Grande-Bretagne ont ainsi conservé des structures plus anciennes de pouvoir, de production et de société.
Les îles Britanniques ont été progressivement unifiées politiquement par une série de soumissions ou d'unions dans lesquelles le royaume d'Angleterre était le partenaire le plus puissant. Les associations de Cornouailles, du pays de Galles et d'Irlande avec l'Angleterre ont conduit à la formation du Royaume-Uni entre l'Écosse et l'Angleterre. Le développement de la démocratie parlementaire et la révolution industrielle ont eu lieu en Angleterre, en les basses-terres de l'Écosse (les Lowlands) et en Galles du sud (South Wales), mais le statut de l'Irlande n'était guère plus qu'une colonie. L'État irlandais moderne est né de la sécession du Royaume-Uni et ce n'est que dans une histoire plus récente que l'Irlande a connu un niveau de vie comparable à celui de la Grande-Bretagne. Les îles Britanniques conservent un milieu culturel commun et une histoire complexe de migrations, d'affrontements et d'échanges, illustrée par les questions politiques soulevées par la partition de l'Irlande au début du XXe siècle, l'Irlande du Nord faisant depuis partie intégrante du Royaume-Uni.
Les îles britanniques ont servi de «têtes de pont» vers la mer du Nord et les terres environnantes de l'Atlantique, puis vers l'Amérique du Nord et les autres océans et continents. Les habitants des îles Britanniques faisaient partie de ceux dont l'exploration et les voyages ont établi des communications et des échanges mondiaux. L'influence culturelle des îles Britanniques prédomine en Amérique du Nord, avec laquelle les îles Britanniques forment un lien décisif. La langue anglaise, originaire des îles Britanniques, a été transportée de là vers l'Amérique du Nord et a acquis une domination mondiale à la fois grâce à l'influence du vaste Empire britannique, dont l'apogée était au XIXe siècle, mais aussi grâce à l'influence continue des anciennes colonies américaines - les États-Unis - qui ont supplanté l'hégémonie de l'Empire britannique dans l'après-guerre.

### Néolithique et protohistoire
La densité historique des îles Britanniques est reliée à l’évolution de la structure géographique des îles. L'Âge de glace laisse un paysage montagnard froid et humide. Jusqu'au VIe millénaire av. J.-C., ce que nous appelons « Grande-Bretagne » est reliée à l'Europe continentale par un territoire presque aussi vaste appelée Doggerland, qui se trouvait alors dans la partie méridionale de la mer du Nord.

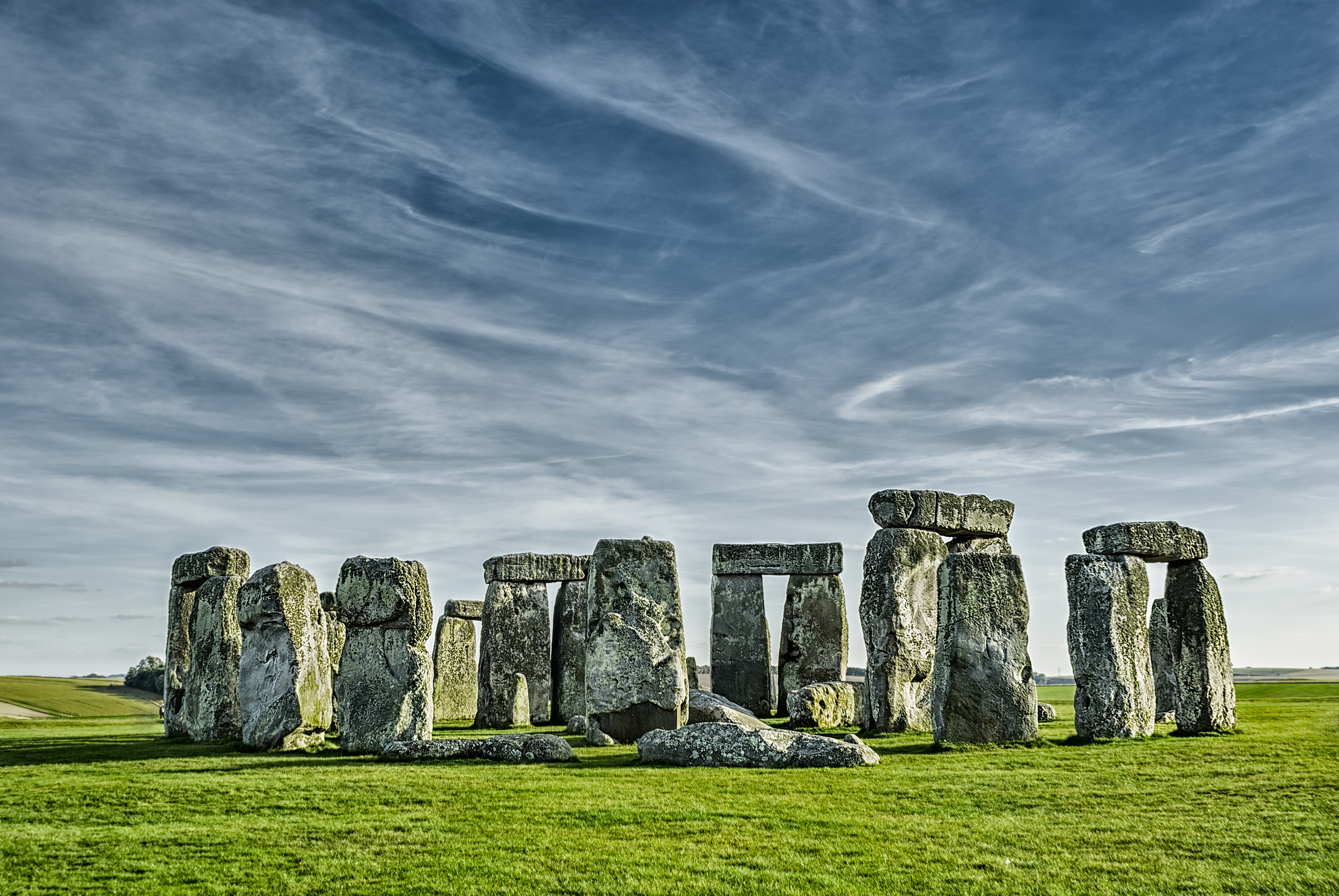
Stonehenge

Comme dans le reste du continent européen, la transition néolithique dans les îles Britanniques correspond à un mouvement de populations et non à une acculturation des populations locales. Elle est liée à l'arrivée, il y a 6 000 ans, de populations de fermiers portant une ascendance anatolienne, ces populations remplaçant en grande partie les populations présentes de chasseurs cueilleurs. Les ancêtres des Néolithiques britanniques semblent avoir suivi la voie de dispersion méditerranéenne et sont probablement entrés en Grande-Bretagne depuis le nord-ouest de l'Europe continentale.
Dans l'ouest de la Grande-Bretagne et de l'Irlande, une origine côtière atlantique pour le néolithique (ca. 4000 cal av. J.-C.) a longtemps été défendue pour des raisons culturelles, et est soutenue par de nouvelles preuves génétiques, bien que l'origine et l'influence précises des diverses cultures néolithiques du nord La France au développement du Néolithique britannique soient débattues. La diffusion de l’agriculture est « retardée » d’au moins un demi-millénaire après son arrivée dans les régions adjacentes du continent européen.

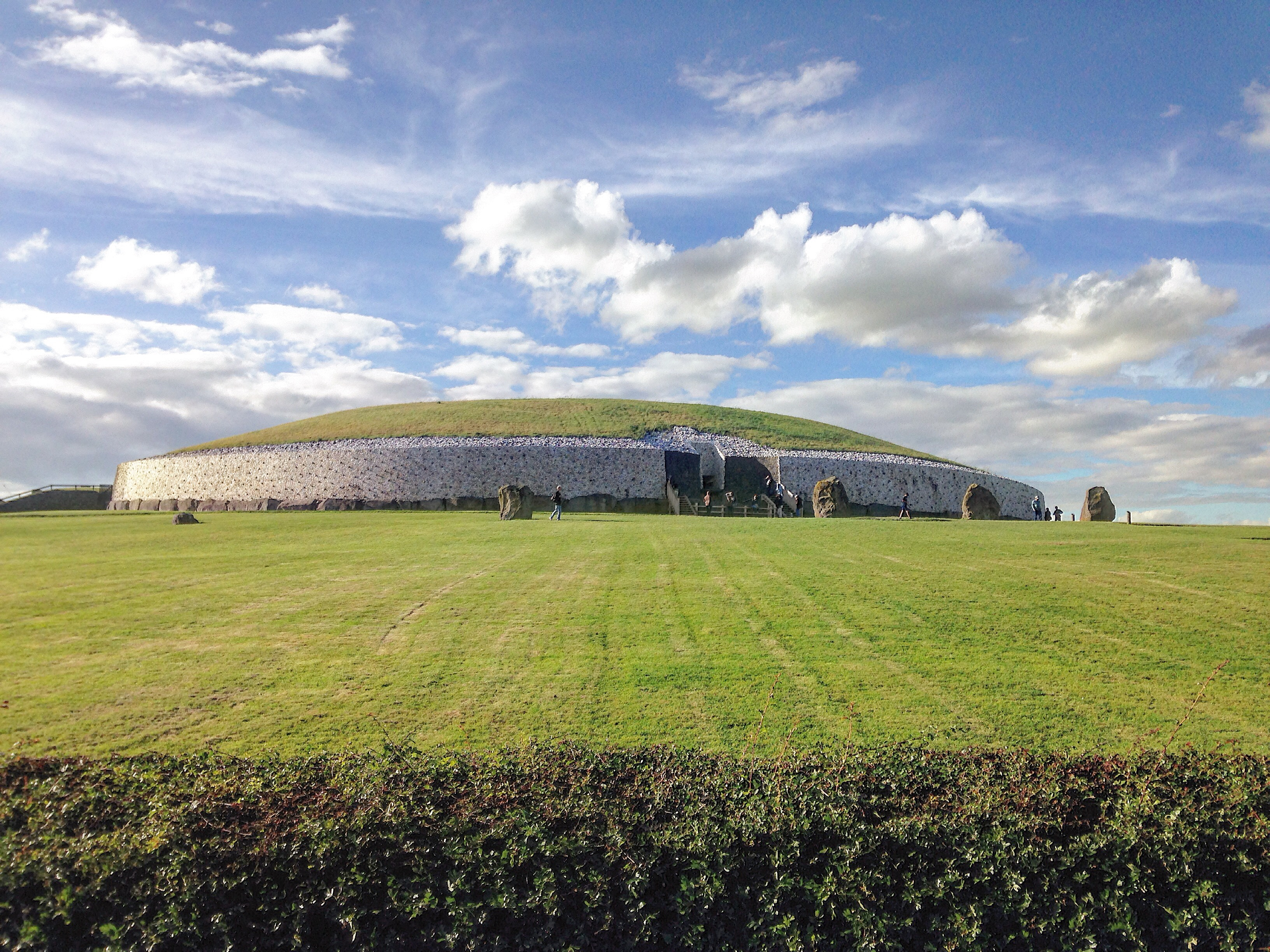
Newgrange

Les terres servent surtout à l'élevage de bétail. La production agricole et artisanale est ainsi limitée (en Écosse, on ne retrouve pas de trace d'activité de poterie), la population est beaucoup moins dense qu'en Europe. Par conséquent, l'organisation politique n'est pas très développée. La population néolithique présente sur les îles développa les techniques d'agriculture afin de mieux rentabiliser les terres en les rendant plus fertiles. La construction de Stonehenge, dans le Sud de l'Angleterre, montre que les structures religieuses simples se complexifient et sont ritualisées.
En Grande-Bretagne, une migration massive est survenue il y a environ −4 500 ans depuis le continent qui introduit la culture campaniforme dans l'île. La propagation du complexe campaniforme est associée au remplacement d'environ 90 % du patrimoine génétique existant en quelques centaines d'années. Cette migration se produit dans le prolongement de l'expansion vers l'ouest qui avait amené l'ascendance liée à la steppe pontique en Europe centrale et du nord au cours des siècles précédents,. Il est probable que l'hydronymie des îles Britanniques soit liée à cette population.

### Époques pré-romaine et romaine
Vers 1000 av. J.-C., les Celtes venus du nord de l'Europe, après avoir traversé l'ouest du continent en passant par la Gaule, arrivent dans les îles Britanniques, d'abord en Irlande avec les Gaëls et en Écosse avec les Pictes, puis plus tardivement le sud et l'est de la Grande-Bretagne avec les Bretons.[réf. nécessaire] Civilisation guerrière très hiérarchisée dominée par une classe aristocratique, celle-ci se caractérise notamment par l'édification d'oppidums et le développement d'une industrie métallurgique.
Selon la tradition gréco-romaine, Pythéas de Massilia a visité les îles Britanniques lors de ses voyages dans l'Atlantique (c. 310 – c. 306 av. J.-C.). Pythéas a écrit une description des îles Britanniques dans son ouvrage - aujourd'hui perdu - que des auteurs classiques ultérieurs ont cité, bien qu'ils doutaient de certains de ses contenus. Pythéas fut le premier à décrire les îles britanniques en grec. Pythéas fut le premier à décrire les îles Britanniques en grec. La description de Pythéas de la Grande-Bretagne comme une île triangulaire était très influente : il a décrit ses trois points comme « Kantion » au sud-est, « Belerion » au sud-ouest et « Orkadion » à l'extrémité nord. Ces toponymes sont probablement à identifier avec le Kent (habité par les Cantii), avec la péninsule de Lizard en Cornouailles, et avec Dunnet Head à Caithness (en face des Orcades).
En 55 av. J.-C., l'Empire romain convoitant les richesses minières des îles Britanniques, entame, avec Jules César, la conquête de la Grande-Bretagne. Durant cette occupation qui durera jusqu'au début du Ve siècle, les Romains développèrent un réseau routier et un tissu urbain qui sera à l'origine des villes britanniques modernes. Ils mèneront aussi auprès des peuplades celtes une politique d'assimilation, notamment chez les Bretons qui, presque romanisées, deviendront alors des Britto-Romains, civilisation métissée, à la fois celte et romaine. Les autres peuples celtiques, notamment ceux d'Écosse et d'Irlande ainsi que des Bretons de l'ouest, échappant au joug de Rome et donc peu réceptif à cette stratégie, conserveront cette culture celte, attitude qu'ils garderont lors de l'arrivée des Anglo-Saxons.

### Saxons et Vikings
Subissant des revers militaires important dans divers endroits de leur empire, les Romains décidèrent d'abandonner les îles Britanniques à leur sort, et se replièrent donc sur le continent vers l'an 410. Les régions évacuées subirent alors les assauts des tribus celtes comme les Pictes d'Écosse et Scots d'Irlande. Les cultures furent abandonnées, les champs se reboisèrent, et si les grandes villes résistèrent mieux aux attaques, les plus petites furent pillées et incendiées.
Cependant, la résistance des britto-romains s'organisa autour du chef Vortigern, mais ces derniers néanmoins demandèrent en 449 aux Saxons d'Allemagne du nord de leur venir en aide. Ceux-ci acceptèrent l'offre et débarquèrent aussitôt en Grande-Bretagne, accompagné d'alliés comme les Angles et les Jutes. Les nouveaux arrivants s'acquittèrent de leur tâche en mettant fin aux attaques des Pictes et des Scots, puis décidèrent de s'implanter définitivement dans l'île.

Les îles Britanniques c. 802

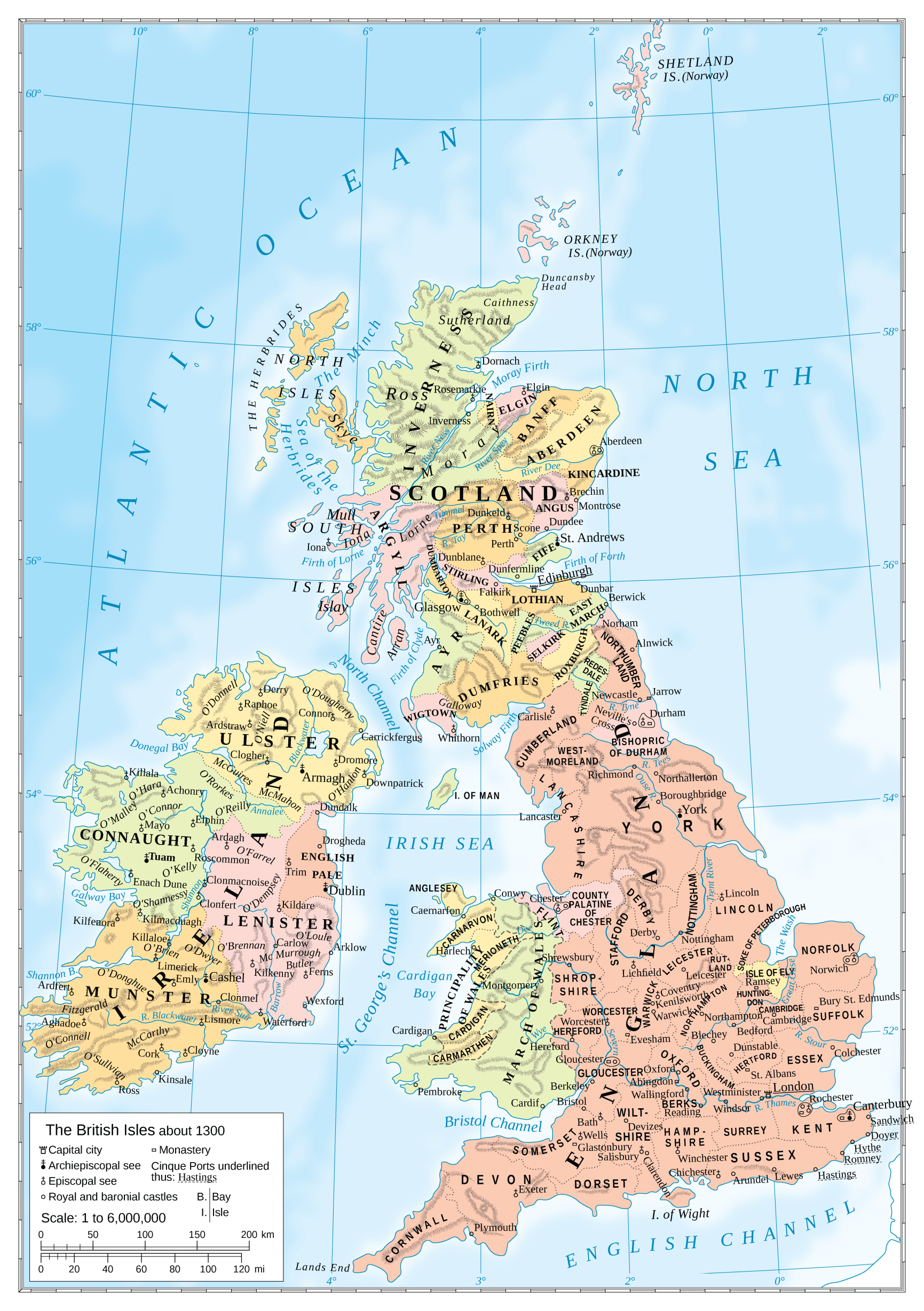
Les îles Britanniques c. 1300, pendant la première guerre d'indépendance de l'Écosse et après la conquête du pays de Galles par

### XVIe siècle, siècle des Tudors

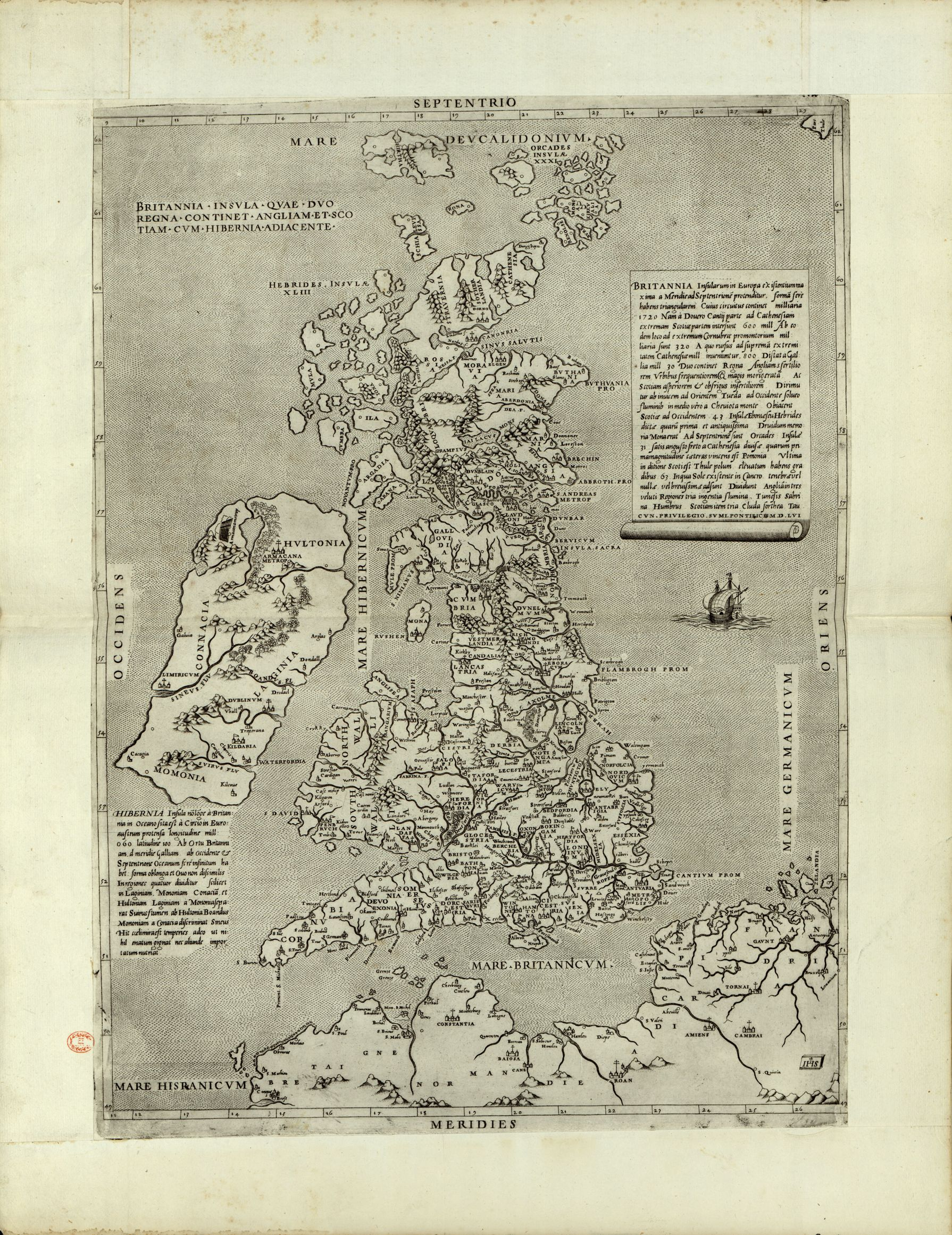
, carte des îles britanniques, 1556.

## Politique
Entre 1801 et 1922, la Grande-Bretagne et l'Irlande formaient le Royaume-Uni de Grande-Bretagne et d'Irlande par l'Acte d'Union de 1800. À la suite de la Guerre d'indépendance irlandaise, 6 comtés de l’Irlande du Nord ayant une forte majorité protestante restent rattachés au Royaume-Uni, les 26 autres constituent l'État libre d'Irlande qui devient une république en 1949.
Il subsiste cependant plusieurs domaines de coopération entre les îles :
- circulation entre les îles : depuis l'indépendance de l'Irlande, une zone de libre circulation a continué d’exister à travers toutes les régions. En 1997, l'Union européenne a officiellement reconnu dans le traité d’Amsterdam une « Zone Commune de circulation » ;
- droit de vote : tous les citoyens des îles Britanniques ont un droit de vote en commun dans les juridictions de l'archipel, sauf pour les élections présidentielles et les référendums en Irlande ;
- nationalité des habitants de l’Irlande du Nord : les Nord-Irlandais peuvent choisir d'avoir la nationalité irlandaise ou britannique ou les deux à la fois[21].

Le conseil britannico-irlandais (en anglais British–Irish Council, soit BIC) a été créé en 1999 à la suite de l'accord de Belfast (ou accord du Vendredi Saint) de 1998. Il est composé de tous les partis politiques des îles.

## Population

### Démographie
80 % de la population des îles Britanniques est concentrée en Angleterre. En Irlande, en Écosse et au pays de Galles, la population est la plus dense près de leurs capitales respectives, dans leurs alentours. 
Les agglomérations de population les plus importantes (de plus de 1 million d’habitants) sont situées dans les zones suivantes :
- Londres et sa conurbation : 8,5 millions ;
- Manchester et sa conurbation : 2,5 millions ;
- West Midlands (centré sur Birmingham) et sa conurbation : 2,28 millions ;
- West Yorkshire (centré sur Leeds) et sa conurbation : 2,1 millions ;
- Glasgow : 1,7 million ;
- Dublin et sa conurbation : 1,6 million.

La population en Angleterre a sans cesse augmenté tout au long des décennies, tandis que celles d’Écosse et du pays de Galles ont peu augmenté pendant le XXe siècle – la population en Écosse n’ayant pas changé depuis 1951. L’Irlande porte aujourd’hui encore des traces de la Grande Famine qui y a sévi entre 1845 et 1849, voire 1851 : la population ne représente plus alors que moins d'un dixième de la population des îles Britanniques, des millions de victimes décèdent, d’autres émigrent massivement vers le Royaume-Uni ou les États-Unis.